# 6-os busz (Nagykanizsa)
A nagykanizsai 6-os jelzésű autóbusz a Városkapu körút és a Kiskanizsa, Rozmaring utca között közlekedik. A járatot a Volánbusz üzemelteti.

## Útvonala
| Kiskanizsa, Rozmaring utca felé | Városkapu körút felé |
| --- | --- |
| Városkapu körút – Zemplén Győző utca – Kazanlak körút – Rózsa utca – Hevesi Sándor utca – Teleki utca – Eötvös tér – Fő út – Erzsébet tér – Király utca – Vár utca – Bajcsy-Zsilinszky út – Templom tér – Szent Flórián tér – Hunyadi tér – Bajcsy-Zsilinszky út – Rozmaring utca – Kiskanizsa, Rozmaring utca | Kiskanizsa, Rozmaring utca – Rozmaring utca – Szepetneki út – Hunyadi tér – Szent Flórián tér – Kiskanizsa, Temető - Templom tér – Bajcsy-Zsilinszky út – Vár utca – Király utca – Erzsébet tér – Fő út – Eötvös tér – Teleki utca – Hevesi Sándor utca – Rózsa utca – Kazanlak körút – Zemplén Győző utca – Városkapu körút |

## Megállóhelyei
Az átszállási kapcsolatok között az azonos útvonalon közlekedő 6E és 6Y jelzésű betétjárat nincsen feltüntetve.
| 0  | Városkapu körút végállomás        | 29 | 4, 6A, 6C, 14, 14C, 14Y, C9, C33, C91                    | autóbusz-állomás                     |
| 2  | Rózsa utca                        | 27 | 4, 6A, 6C, 14, 14C, 14Y, C9, C33, C91                    |                                      |
| ∫  | Szolgáltatóház                    | 26 | align=left                                               |                                      |
| 4  | Hevesi utca, ABC                  | 25 | 20, 20Y, 21, 21E, 21Y, C33                               | Hevesi Sándor Általános Iskola       |
| 5  | Hevesi - Bartók utcai sarok       | 24 | 20, 20Y, 21, 21E, 21Y, C33                               |                                      |
| 7  | Víztorony (Teleki utca)           | 22 | 10, 10Y, 20, 20Y, 21, 21E, 21Y, C33                      |                                      |
| 8  | Kórház, bejárati út (Teleki utca) | 21 | 4, 6Y, 10, 10Y, 14, 14C, 14Y, 20, 20Y, 21, 21E, 21Y, C33 |                                      |
| 10 | Eötvös tér                        | 19 | 4, 6A, 6C, 10, 10Y                                       | Eötvös tér, városháza, földhivatal   |
| 11 | Deák tér                          | 18 | 4, 6A, 6C, 10, 10Y                                       | Deák Ferenc tér, Jézus Szíve templom |
| 12 | Dél-Zalai Áruház                  | 17 | 4, 6A, 6C, 8, 8Y, 10, 10Y, 18                            | Erzsébet tér, CIB Bank Rendőrség     |
| 14 | Király utca                       | 15 | 4, 4A, 4Y, 6A, 16, 16A, 41E, C7                          |                                      |
| 15 | Gépgyár                           | 14 | 4, 4A, 4Y, 6A, 16, 16A, 41E, C7                          |                                      |
| 17 | Kiskanizsa, Bajcsy-Zs. utca 13.   | 13 | 4, 4A, 4Y, 6A, 16, 16A, 41E, C7                          |                                      |
| 18 | 12 4Y, 6A, 16, 16A, 41E           |    |                                                          |                                      |
| 20 | Kiskanizsa, Templom tér           | 10 | 4Y, 6A, 16, 16A, 41E                                     | Sarlós Boldogasszony-templom         |
| ∫  | Kiskanizsa, Szent Flórián tér     | 9  |                                                          |                                      |
| ∫  | Kiskanizsa, Bajcsai út 31-46.     | 8  |                                                          |                                      |
| ∫  | Kiskanizsa, Temető                | 7  |                                                          |                                      |
| ∫  | Kiskanizsa, Bajcsai út 31-46.     | 6  |                                                          |                                      |
| ∫  | Kiskanizsa, Szent Flórián tér     | 5  |                                                          |                                      |
| 21 | Kiskanizsa, szepetneki elágazás   | 4  |                                                          | Hunyadi tér, Kiskanizsai Sportpálya  |
| ∫  | Kiskanizsa, Szepetneki utca       | 2  |                                                          |                                      |
| 22 | Kiskanizsa, Rozmaring utca        | 0  |                                                          |                                      |

## Külső hivatkozások
- Nagykanizsa helyi autóbuszvonalai (magyar nyelven) (PDF). Volánbusz Zrt. [2019. október 6-i dátummal az eredetiből archiválva]. (Hozzáférés: 2019. október 4.)
- Interaktív térképes menetrend (magyar nyelven). Volánbusz Zrt. [2019. október 1-i dátummal az eredetiből archiválva]. (Hozzáférés: 2019. október 4.)